# Hymenoscyphus cortisedus
Hymenoscyphus cortisedus är en svampart som först beskrevs av Petter Adolf Karsten, och fick sitt nu gällande namn av Dennis 1964. Hymenoscyphus cortisedus ingår i släktet Hymenoscyphus och familjen Helotiaceae.   Inga underarter finns listade i Catalogue of Life.